# ديدا
نيلسون دي خيسوس سيلفا (بالبرتغالية: Nelson de Jesus Silva‏) المعروف بديدا، من مواليد 7 أكتوبر 1973، في مدينة إيرارا في ولاية باهيا في البرازيل، يبلغ طولة 195 سم، بدأ بحراسه المرمى في عام 1990 في نادي كروزيرو دي أرابيراكا وهو في عمر السابعة عشر، وبعدها بسنتين عاد إلى مدينته وانضم إلى نادي فيتوريا، حيث فاز ببطولة ولاية باهيا في عام 1992، وبعد فوزه مع المنتخب البرازيلي ببطولة كأس العالم للشباب في عام 1993، أصبح الخيار الأول في فريق فيتوريا، وشارك في 24 مباراة مع الفريق الأول. في عام 1995 انتقل إلى نادي كروزيرو، حيث فاز معهم بلقب الولاية لثلاثة سنوات، وفاز بكأس البرازيل في عام 1996 وكأس الليبرتادورس في عام 1997، وبعد هذا التألق صبت عليه الأضواء في أوروبا، وأصبح أحد الأهداف في سوق الانتقالات، وفي عام 1999 انضم ديدا إلى نادي إيه سي ميلان الإيطالي.

## إيه سي ميلان
لم تكن في إيه سي ميلان هي الأولى في أوروبا، حيث أعير في عام 1998 إلى نادي لوغانو السويسري، ولكنه لم يلعب أي مباراة، وبعد انتقاله إلى إيه سي ميلان لاقى ديدا منافسة ضارية مع الحارس الأول في ميلان ذلك الوقت كريستيان أبياتي، وقد أعار نادي إيه سي ميلان ديدا إلى نادي كورنثيانز، وشارك معه في كأس العالم للأندية التي أقيمت في البرازيل في عام 2000، وقاد فريقه إلى التعادل مع ريال مدريد بعد أن تصدى لضربة جزاء من نيكولا أنيلكا، وتعادل الفريقان 2-2. وفي موسم 2000/2001 استدعى نادي إيه سي ميلان ديدا إلى الفريق، بعد أن ذهب كريستيان أبياتي مع المنتخب الإيطالي في أولمبياد سيدني 2000، وفي دور المجموعات في دوري أبطال أوروبا، وبالتحديد في 19 سبتمبر 2000، وفي الدقيقة 89 من زمن المباراة، وفي ملعب منافسة ليدز يونايتد، سقطت الكرة من ديدا ودخلت إلى المرمى بعد أن تصدى لتسديدة لاعب ليدز يونايتد لي بوير، مما تسبب في خسارة ميلان 0-1، وبالرغم من مساعدته لميلان في الخروج بلا أهداف في مباراته أمام نادي برشلونة بعد أسبوع وكان ميلان قد فاز 2-0، إلا أنه وبعد عودة كريستيان أبياتي فقد ديدا مركزه في الفريق.
و قد أعير ديدا إلى نادي كورنثيانز في موسم 2001/2002 بعد أن حذثت مشاكل مع جواز سفره الأوروبي، وقدم مستوى رائع في ذلك الموسم، مما حذى بإيه سي ميلان بأن يسترجعه مرة أخرى، ولكنه ظل جليس مقاعد الاحتياط، وقد أتته الفرصة بعد إصابة كريستيان أبياتي في مباراة الفريق في دور المجموعات في دوري أبطال أوروبا أمام نادي سلوفان ليبريس، وبعدها أصبح ديدا الخيار الأول لكارلو أنشيلوتي، وقد سطر اسمه في التاريخ الأوروبي، ففي نهائي دوري أبطال أوروبا في موسم 2002/2003، وأمام يوفنتوس الإيطالي وعلى إستاد أولدترافورد في مدينة مانشستر، وصلت المباراة إلى ركلات الجزاء الترجيحية بعد أن لعب الفريقين 120 دقيقة أبت الكرة أن تدخل في الشباك، وعند ركلات الجزاء أستطاع ديدا أن يتصدى إلى ثلاث ضربات جزاء من أقدام ديفيد تريزيغيه ومارسيلو زالايتا وباولو مونتيرو، ليفوز إيه سي ميلان بدوري أبطال أوروبا للمرة السادسة في تاريخة.
و في موسم 2003/2004 اختير ديدا أفضل حارس مرمى في الدوري الإيطالي، بعد أن قاد فريقه إلى الفوز باللقب، حيث لم يدخل عليه سوى 20 هدف في 32 مباراة، وفي موسم 2004/2005 أبدع ديدا مرة أخرى، ولكنه ربما يود أن ينسى هذا الموسم لسبب معين، حيث في مباراة الإياب لدور الثمانية من بطولة دوري أبطال أوروبا، وأمام إنتر ميلان سجل لاعب إنتر ميلان استبان كامبياسو هدف ألغاه حكم المباراة، ولكن جمهور إنتر ميلان لم يعجبه هذا القرار، فألقى بالألعاب النارية إلى داخل الملعب، وسقطت إحدى هذه الألعاب على ديدا، ولم تؤثر عليه كثيرا، وفي نهائي دوري أبطال أوروبا وأمام نادي ليفربول الإنجليزي، خسر إيه سي ميلان المباراة بعد أن كان متقدما في نهاية الشوط الأول بنتيجة 0-3، ولكن ليفربول استطاع أن يعادل النتيجة في سته دقائق، وفي ركلات الجزاء استطاع ليفربول 2-3.
و في موسم 2005/2006 كثرت أخطاء ديدا، وظهرت العديد من الشائعات التي تتحدث عن استبداله بحارس الإنتر فرانشيسكو تولدو أو حارس نادي ليفورنو ماركو إيمليا، بينما تمسك به مدرب منتخب البرازيل كارلوس البرتو بيريرا في المنتخب.

## منتخب البرازيل
لعب ديدا لمنتخب البرازيل لمده 11 سنه، وقد شارك فيها بـ91 مباراة دولية، ويعتبر ثالث أكثر حارس مرمى لعب مباريات دولية بعد كلاوديو تافاريل (101 مباراة دولية) وإيمرسون لياو (107مباراة دولية)، وكانت أول مباراة له مع منتخب البرازيل لكرة القدم في 7 يوليو 1995 أمام منتخب الإكوادور لكرة القدم والتي خسرها بهدف مقابل لا شيء. وقد سطع نجمه مع المنتخب البرازيلي في اوليمبياد اطلنطا عام 1996

## ألقابه
يُعرف ديدا بلقب الفهد الأسود، ليس بسبب لونه الأسمر، بل لقفزته الشهيرة ومرونته الفائقة في التحوّل من اليمين إلى يسار المرمى. واللقب أطلقه عليه جمهور فريقه ميلان، ويُنطق بالإيطالية «باجيرا لا بانتيرا» نسبة للفهد باجيرا من رواية كتاب الأدغال، وما زال ديدا الحارس الأسود الوحيد في الدوري الإيطالي، أما في البرازيل فيناديه المعجبون باسم «نيلسون ديدا».

## أفضل حارس في الكالتشيو
وحصل ديدا على لقب أفضل حارس في الدوري الإيطالي موسم 2003/2004 بعد أن تلقى مرماه 20 هدفاً فقط طوال الموسم في 32 مباراة، فأصبح أول حارس مرمى غير إيطالي ينال هذا الشرف، ورغم تعرضه لإصابة من المدرجات أسقطته أرضاً مرتين، أبقى شباكه نظيفة وساعد ميلان على الفوز بلقب الدوري للمرة السابعة عشرة على حساب فريق روما في 4 مايو 2004.
شارك ديدا طوال أحد عشر عاماً مع المنتخب البرازيلي في 91 مباراة فأصبح ثالث حارس مرمى من حيث المشاركات مع الفريق القومي خلف كل من إيمرسون لياو (107 مباريات) وكلاوديو تافاريل (101 مباراة)، وهو كذلك أول حارس مرمى برازيلي يُعرف ويشتهر بلقبه وليس اسمه «ديدا»، وكانت أولى مشاركاته مع المنتخب تحت 21 سنة عام 1993 في مونديال الشباب بأستراليا حيث فازت البرازيل باللقب للمرة الثالثة.
أما أول مباراة له مع المنتخب القومي الأول فكانت في يوليو 1995 وانتهت بهزيمة أمام منتخب الإكوادور. وشارك كذلك أساسياً في أولمبياد أتلانتا الصيفي 1996 لكن الخسارة أمام كل من نيجيريا واليابان أعادت البرازيل بالميدالية البرونزية. وفي عام 1994 أعاد المدرب زاجالو الحارس تافاريل من الاعتزال استعداداً لمونديال 1998 في فرنسا حيث تابعه ديدا بأكمله من دكة الاحتياط.
ورغم أداء ديدا الممتاز خلال فترة إعارته لفريق كورينتيانز خلال مونديال 2002 بكوريا واليابان إلا أن اختيار المدرب فيليبي سكولاري وقع على ماركوس حارساً أساسياً وديدا ثانياً، مع إشراك الحارس روجير سيني ثالثاً، والاثنان هما الوحيدان اللذان لم يشاركا في أي مباراة في النهائي الذي رفعت البرازيل كأسه الذهبية للمرة الخامسة في إنجاز تاريخي.
أما في مونديال 2006 فكان ديدا اللاعب الوحيد الذي تفادى غضبة الشعب البرازيلي إثر خروجه المفاجئ من البطولة الذهبية وهو أول لاعب أفروبرازيلي يتولى المهمة بعد الراحل باروسا عام 1950 والسبب أنه لا يتحمل مسؤولية الخروج كحارس مرمى.

## إنجازاته

### مع الأندية
- كروزيرو:
- كأس البرازيل (1996)
- وكأس الليبرتادورس (1999)
- والدوري البرازيلي (1999)
- كورنثيانز:
- كأس البرازيل (2002)
- إيه سي ميلان:
- كأس إيطاليا (2003)
- دوري أبطال أوروبا(2003) (2007)
- الدوري الإيطالي 2003/2004
- كأس السوبر الأوروبي 2003
- كأس العالم للأندية 2007
- كأس السوبر الإيطالي 2004

### مع المنتخب
- كأس العالم للشباب في عام 1993.
- كأس القارات في عام 1997.
- كوبا أميركا في عام 1999.
- كأس العالم في عام 2002.
- كأس القارات في عام 2005.

## إنترناسيونال
أعلن نادي إنترناسيونال البرازيلي عن تعاقده رسمياً مع حارس المرمي الدولي السابق ديدا لحراسة عرينه في الموسم الجديد، ليكون ثاني تعاقدات فريق بورتو اليجري بعد التعاقد مع المهاجم ويلنجتو باوليستا صباح يوم 26-12-2013.
وحسب الموقع الرسمي لنادي إنترناسيونال، فإن حارس مرمي البرازيل السابق وميلان الإيطالي انضم للفريق قادماً من نادي جريميو البرازيلي، وسيتم تقديمه رسمياً في مؤتمر صحفي مع زميله المهاجم ويلنجتون باوليستا مساء اليوم في الحديقة الكبيرة في بورتو اليجري.

## روابط خارجية
- ديدا على موقع الاتحاد الدولي (مؤرشف)  (الإنجليزية)
- ديدا على موقع الاتحاد الأوربي (الإنجليزية)
- ديدا على موقع قاعدة بيانات كرة القدم.إي يو (الإنجليزية)
- ديدا على موقع ليكيب (الفرنسية)
- ديدا على موقع ناشيونال فوتبول تيمز (الإنجليزية)
- ديدا على موقع Soccerway.com (الإنجليزية)
- ديدا على موقع عالم كرة القدم.نت (الإنجليزية)
- ديدا على موقع أوليمبيديا (الإنجليزية)
- ديدا على موقع اللجنة الأولمبية البرازيلية (البرتغالية)
- ديدا على موقع AS.com (الإسبانية)

## بيراميدز
أعلن نادي بيراميدز في يوم 30-8-2018 عن تعاقده مع حارس منتخب البرازيل وميلان السابق ديدا لتدريب حراس مرمى الفريق 